# 豊前国分寺跡

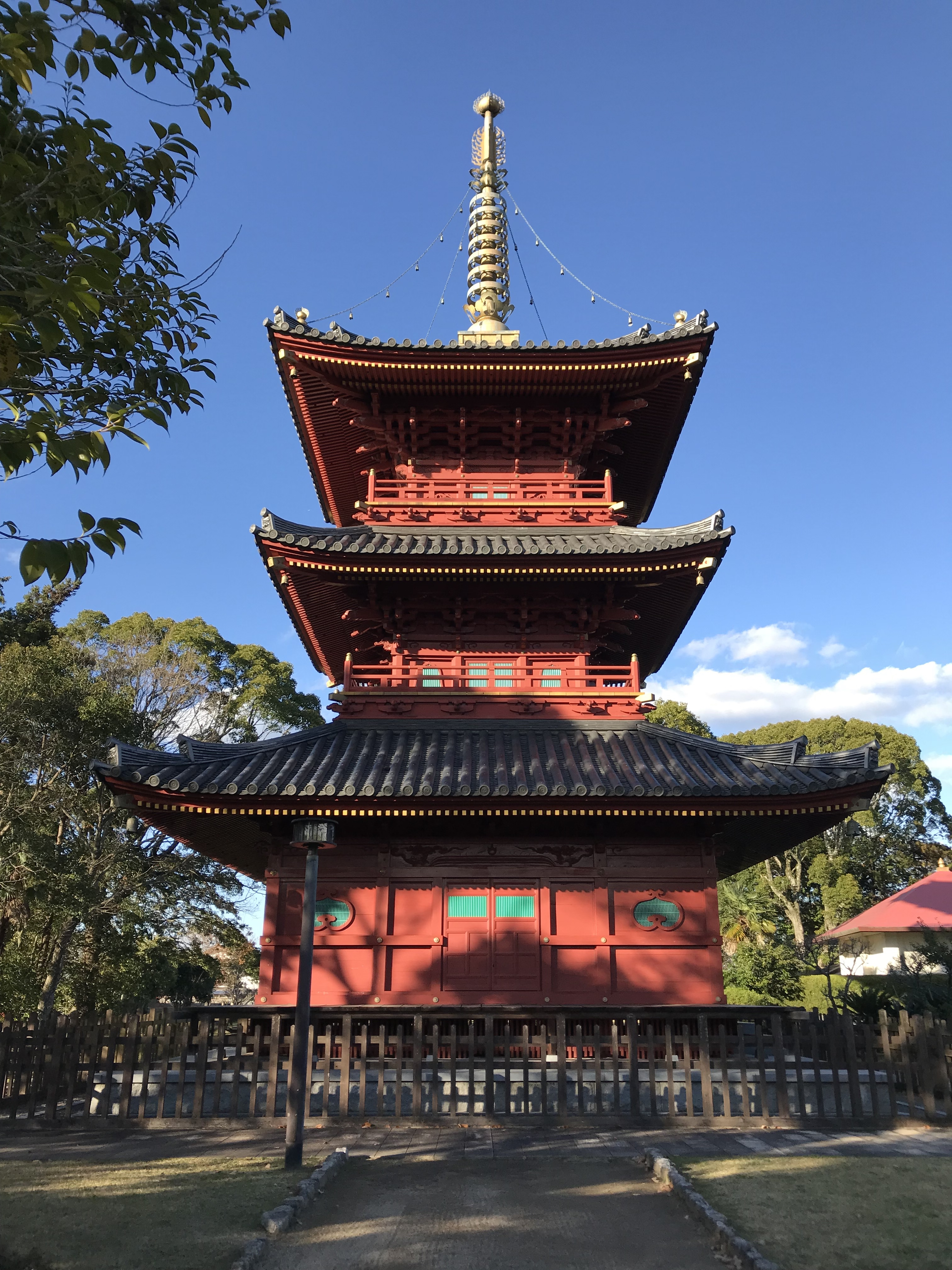
三重塔

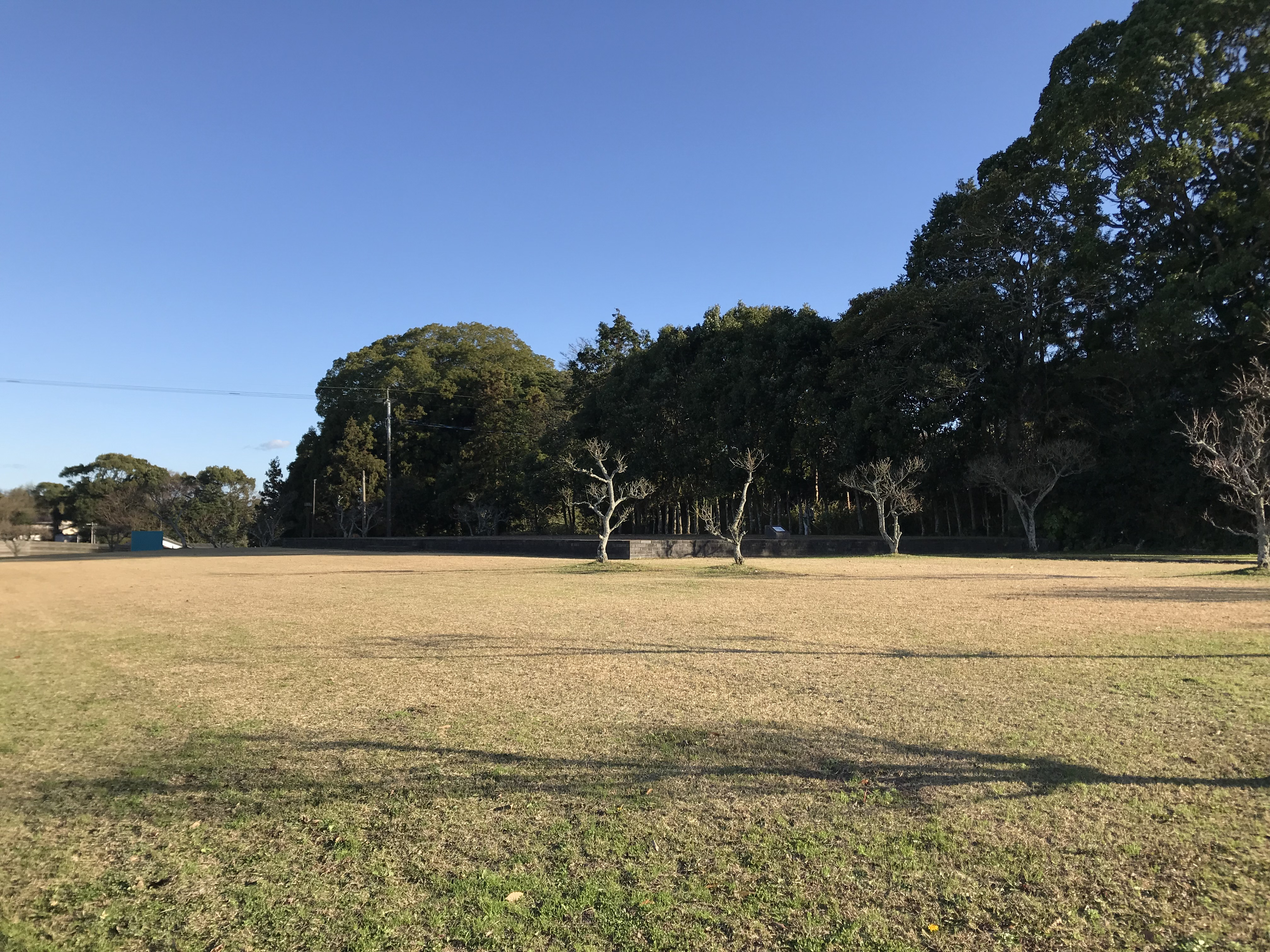
講堂跡

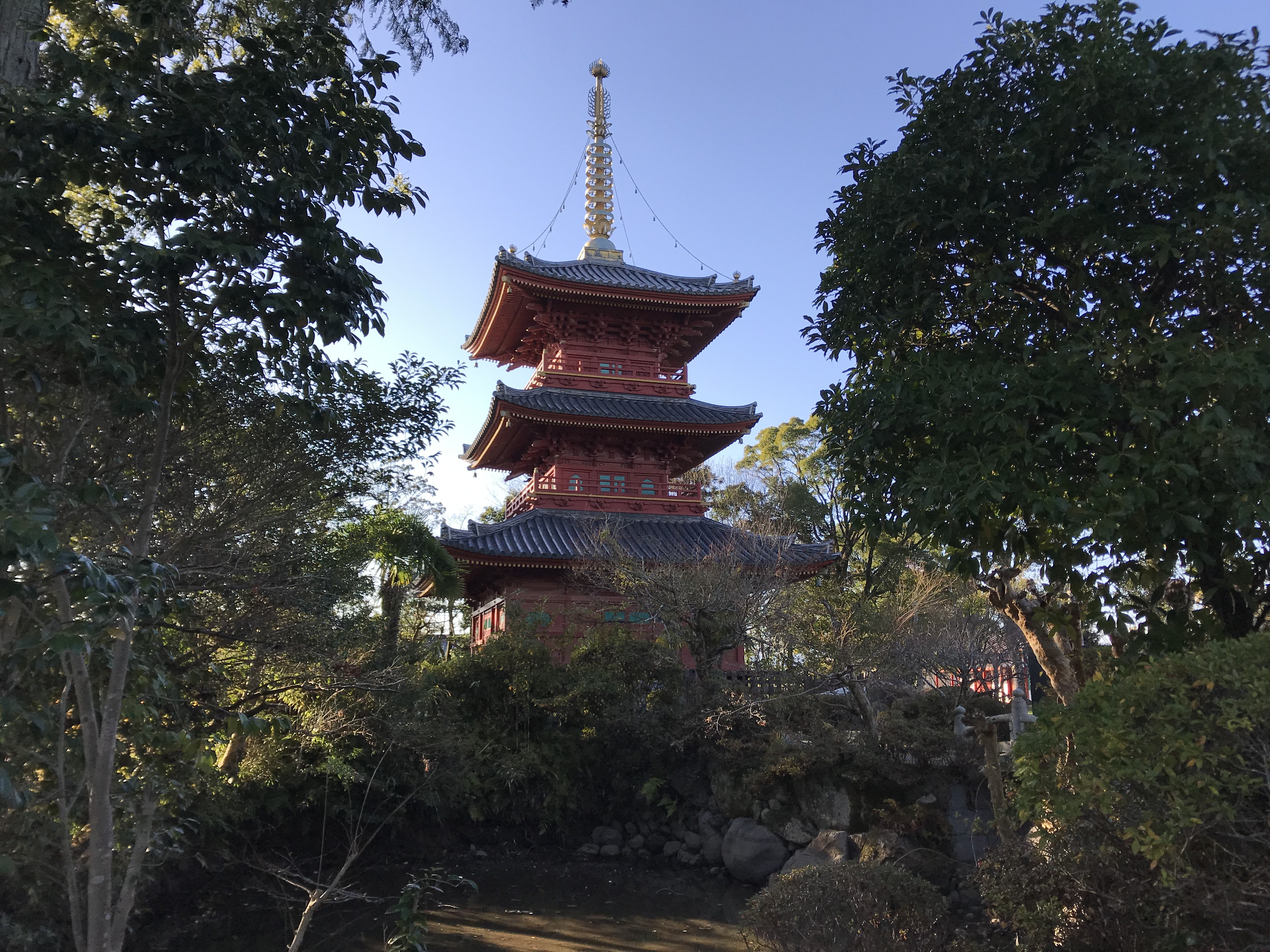
池と三重塔

豊前国分寺跡（ぶぜんこくぶんじあと）は、福岡県京都郡みやこ町にある寺院跡。

## 概要
奈良時代に聖武天皇の詔により日本各地に建立された国分寺のうち、豊前国国分寺の寺院跡にあたる。天正年間に大友宗麟の兵火により焼失したが、その江戸時代の元禄年間にほぼ復興。明治28年になって新たに高さ23.5mの三重塔が建立され、翌明治29年に落慶法要が行われた。
発掘調査はこれまでに2回行われている。奈良時代の講堂跡のほか、また鎌倉時代から室町時代にかけて敷地を取り囲んでいた大溝、僧房や回廊の跡と思われる建物跡が見つかっており、奈良時代の豊前国分寺は東西160m、南北160〜220m前後の規模があったものと考えられる。

## 利用情報
- 所在地

福岡県京都郡みやこ町国分279番地1
- 入館料

無料
- 開館時間

9時00分 - 16時00分
- 休館日

なし（ただし案内所は月曜休館）

## 交通アクセス
- 平成筑豊鉄道田川線新豊津駅下車、徒歩28分（約2.3km）。
- 行橋駅より太陽交通バス豊津線に乗車し、「錦町」下車、徒歩17分（約1.4km）。
- マイカーの場合、東九州自動車道みやこ豊津インターチェンジから西（豊津方面）へ向かい約4分（約2.5km）。
- 駐車場あり